# Lake Kiowa
Lake Kiowa es un lugar designado por el censo ubicado en el condado de Cooke en el estado estadounidense de Texas. En el Censo de 2010 tenía una población de 1.906 habitantes y una densidad poblacional de 194,33 personas por km².

## Geografía
Lake Kiowa se encuentra ubicado en las coordenadas 33°34′15″N 97°0′47″O / 33.57083, -97.01306. Según la Oficina del Censo de los Estados Unidos, Lake Kiowa tiene una superficie total de 9.81 km², de la cual 7.74 km² corresponden a tierra firme y (21.07%) 2.07 km² es agua.

## Demografía
Según el censo de 2010, había 1.906 personas residiendo en Lake Kiowa. La densidad de población era de 194,33 hab./km². De los 1.906 habitantes, Lake Kiowa estaba compuesto por el 97.17% blancos, el 0.26% eran afroamericanos, el 1.26% eran amerindios, el 0.42% eran asiáticos, el 0.1% eran isleños del Pacífico, el 0.42% eran de otras razas y el 0.37% pertenecían a dos o más razas. Del total de la población el 2.41% eran hispanos o latinos de cualquier raza.